# Helonetta brodkorbi
Helonetta brodkorbi — викопний вид гусеподібних птахів родини качкових (Anatidae), що існував у пліоцені в Північній Америці. Рештки птаха знайдені у відкладеннях формації Таміамі у штаті Флорида. Відомий лише з решток правої плечової кістки. Вид, ймовірно, тісно пов'язаний із сучасними представниками роду Nettapus.

## Оригінальна публікація
- S. D. Emslie. 1992. Two new late Blancan avifaunas from Florida and the extinction of wetland birds in the Plio-Pleistocene. Natural History Museum of Los Angeles County, Science Series (36)249-269